# Jacques Caballé
Jacques Caballé (Montpellier, 28 marzo 1938) è un ex cestista e allenatore di pallacanestro francese.

## Carriera
Con la Francia ha disputato i Campionati europei del 1963.